# Dejan Ajdačić
Dejan Ajdačić (Belgrado, 22 gennaio 1959) è uno slavista e filologo serbo etnolinguista, storico della letteratura, traduttore e direttore responsabile di varie riviste.

## Biografia
Si è laureato presso la Facoltà di Filologia dell'Università di Belgrado (indirizzo: letterature jugoslave e comparate) con una tesi dal titolo: “Colori nella poesia popolare”. Ha discusso nel 1986 la tesi di magister artium dal titolo: “Il concetto di amore e di bellezza nella letteratura rinascimentale ragusea” ; la tesi del dottorato, dal titolo: “Il mondo dei demoni nel Romanticismo letterario serbo”, è stata sostenuta nel 2000.
Direttore della Biblioteca Universitaria di Belgrado dal 2002-2003; attualmente insegna lingua e letteratura serba presso l'Istituto di Filologia dell'Università di Kiev “Taras Shevchenko”.
Visiting professor presso le università di Veliko Tărnovo, Chieti-Pescara, Łódź, Varsavia, Danzica, Lublino.
Campi di ricerca: il fantastico nella letteratura slava, mitologia slava e fantascienza, le rappresentazioni d'amore ed erotismo nella letteratura, problemi di identità, etnolinguistica e antropologia culturale.
Autore di 10 monografie e di oltre 170 articoli sul folklore degli slavi balcanici, sulla letteratura serba e letterature slave (in serbo, inglese, italiano, bulgaro, polacco, ucraino e russo). Ha pubblicato traduzioni dal russo, ucraino, bulgaro, polacco e italiano.
Fondatore e direttore responsabile della rivista Kodovi slovenskih kultura (Codici di culture slave) (10 voll., 1996-2008), Belgrado; fondatore e direttore responsabile dei volumi collettanei ucraino-serbi Ukras (Decorazione) (8 voll., 2006-), Kiev.
Ha curato 25 miscellanee, di cui 9 miscellanee degli autori: Novak Kilibarda (4 voll.), Vojislav M. Jovanović, Mykola Rjabčuk, Darko Suvin, Per Jacobsen, Jerzy Bartmiński, e 16 miscellanee tematiche, pubblicate in Serbia (16), Montenegro (3), Ucraina (4) e Polonia (2).
Responsabile del progetto culturale in rete Projekat Rastko e fondatore del sito Slovenska kapija (Slavic Gate).
Membro della Commissione per l'etnolinguistica e della Commissione per il folklore del Comitato internazionale slavo (MKS). Ha partecipato ai congressi internazionali degli slavisti a Bratislava (1993), Cracovia (1998), Lubiana (2003), Ohrid (2008) e Minsk (2013).

## Libri
- Izabrana dela, Beograd, 1988, 50 s. (con Ivan Srdanović)
- Novak Kilibarda - naučnik, književnik, Bar, 2000, 437 s.
- Prilozi proučavanju folklora balkanskih Slovena, Beograd, 2004, 311 s. ISBN 86-83215-03-2
- Korotkyj ukrajins'ko-serbs'kyj slovnyk spolučuvanostі slіv. Navčal'nyj slovnyk, Kyjiv, 2005, 126 s. (con Julіja Bіlonog)
- Slavistička istraživanja, Beograd, 2007, 298 s. ISBN 978-86-7363-521-7
- Futuroslavija. Studije o slovenskoj naučnoj fantastici, Beograd, Emitor № 463, 2008, 102 s.
- Futuroslavija. Studije o slovenskoj naučnoj fantastici, Beograd, 2009, 200 s. ISBN 978-86-84775-01-8
- Futuroslavіja. Lіteraturoznavčі ogljady pro futurofantastyku, Kyjiv, 2010, 172 s. ISBN 978-966-439-305-5
- Slavіstyčnі doslіdžennja: fol'klorystyčnі, lіteraturoznavčі, movoznavčі, Kyjiv, 2010, 307 s. ISBN 978-966-439-316-1
- Demony і bogy u slov'jans'kyh lіteraturah, Kyjiv, 2011, 184 s. ISBN 978-966-439-411-3
- Erotoslavija. Preobraženja Erosa u slovenskim književnostima, Beograd, 2013, 415 s. ISBN 978-86-6081-110-5

## Curatele
- The Magical and Aesthetic in the Folklore of Balkan Slavs, Belgrade, 1994.
- Kodovi slovenskih kultura, Beograd, 1, 1996 (pianti)
- Kodovi slovenskih kultura, Beograd, 2, 1997 (cibi e bevande)
- Kodovi slovenskih kultura, Beograd, 3, 1998 (nozze)
- Kodovi slovenskih kultura, Beograd, 4, 1999 (parti del corpo)
- Kodovi slovenskih kultura, Beograd, 5, 2000 (agricoltura)
- Kodovi slovenskih kultura, Beograd, 6, 2001 (colori)
- Kodovi slovenskih kultura, Beograd, 7, 2002 (bambini)
- Kodovi slovenskih kultura, Beograd, 8, 2003 (uccelli)
- Kodovi slovenskih kultura, Beograd, 9, 2004 (morte)
- Kodovi slovenskih kultura, Beograd, 10, 2008 (fuoco)
- Fotografije Vojislava M. Jovanovića, Beograd, 1997. (coeditore Milanka Todić)
- Kilibarda, Novak. Epska mjera istorije, Podgorica, 1998.
- Kilibarda, Novak. Usmena književnost pred čitaocem, Podgorica, 1998.
- Kilibarda, Novak. Usmena književnost u službi pisane, Rijeka Crnojevića, 1998.
- Antiutopije u slovenskim književnostima, Beograd, 1999.
- Erotsko u folkloru Slovena, Beograd, 2000.
- Čudo u slovenskim kulturama, Beograd, 2000.
- Jovanović, Vojislav M. Zbornik radova o narodnoj književnosti, Beograd, 2001. (coeditore Ilija Nikolić)
- Rjabčuk, Mikola. Od Malorusije do Ukrajine, Beograd, 2003.
- Novitnja serbs'ka dramaturgіja, Kyjiv, 2006.
- Apokryfy i legendy starotestamentowe Słowian południowych, Kraków, 2006. (coeditori Georgi Minczew, Małgorzata Skowronek)
- Slovenska naučna fantastika, Beograd, 2007. (coeditore Bojan Jović)
- Suvin, Darko. Naučna fantastika, spoznaja, sloboda, Beograd, 2009.
- O delu Dragoslava Mihailovića, Vranje, 2009. (coeditore Zoran Momčilović)
- Jakobsen, Per. Južnoslovenske teme, Beograd, 2010. (coeditore Persida Lazarević Di Đakomo)
- U čast Pera Jakobsena: Zbornik radova, Beograd, 2010. (coeditore Persida Lazarević Di Đakomo)
- Venecija i slovenske književnosti : zbornik radova, Beograd, 2011. (coeditore Persida Lazarević Di Đakomo)
- Bartminjski, Ježi. Jezik, slika, svet : etnolingvističke studije, Beograd, 2011.
- Telo u slovenskoj futurofantastici, Beograd, 2011.
- Slov'jans'ka fantastyka. Zbіrnyk naukovyh prac' , Kyjiv, 2012.
- Kyjiv і slov'jans'kі lіteratury, Kyjiv, 2013.
- Tesla kao lik u umetnosti, Beograd, 2014.

## Interviste
- Tradicija na moderan način (Bratislav Pejović) // Blic News, Beograd, 14.05.2001, broj 69.
- De іntelektual'na kul'tura? (Іnna Kornelюk) // Postup, L'vіv, 3.09.2005.
- Slovenska kapija (Vesna Kešelj) // NIN, Beograd, 1.12.2005, br. 2866
- Online biblioteka Rastko i etnomitovi (Suzana Marjanić) // Zarez, Zagreb, 7.02.2008. – s. 30-31.
- Riznica srpske kulture na internetu (Stanko Stamenković) // Politika, Beograd, 17.03.2008.
- Veb biblioteka srpske kulture (Zoran Surla) // Građanski list, Novi Sad, 11.07.2008.
- Ideja o godini srpske fantastike služi na čast njenim tvorcima (Dušan Cicvara) // Novine beogradskog čitališta. Nova serija, Beograd, br. 36 (septembar-oktobar 2008). – s. 43.
- Demon Futuroslavije (Zoran Stefanović) // Dejan Ajdačić: Futuroslavija. Studije o slovenskoj naučnoj fantastici, Beograd, 2008. – s. 8-18; (Drugo prošireno izdanje) 2009. – s. 173-186.
- Pis'menniki-fantasti ne vіrjat' u kohannja majbutn'ogo (Natalja Dudko) // L'vіvs'ka gazeta Ratuša. 02.12.2010